# Magánalkalmazottak Biztosító Intézete
A Magánalkalmazottak Biztosító Intézete (MABI) egy 1927 és 1948 között létezett biztosítási intézet.

## Története
Gyökerei egészen 1845-ig nyúlnak vissza. Ekkor alakult meg a Pesti Kereskedelmi Nyugdíj- és Betegápoló Egyesület, amely alapítója Kanitz Manó pesti kereskedő volt. Az Egyesületnek az alapításkor 137 tagja volt.
1858-tól az Egyesület új néven, Pesti Kereskedelmi Segédszemélyzet Betegápolási Egyleteként működött tovább, egészen 1873-ig.[forrás?] Budapest létrejöttével az Egylet új nevet vett fel: Budapesti Kereskedelmi Betegápoló Egylet. Az 1891. XIV. tc életbe lépésével, 1892-től, az Egylet elismert működő betegsegélyező pénztár lett. 1894-től ismét új nevet kap:  Ferenc József Kereskedelmi Kórház néven működik tovább. Az 1907. évi XIX. törvénycikk különleges jogokat ad az immár Ferencz József Kereskedelmi Kórház Budapesti Kereskedelmi Betegápoló Egylet Betegsegélyző Pénztárának: kiveszi az Országos Munkásbetegsegélyző és Balesetbiztosító Pénztár hatásköre alól.
A betegségi és baleseti kötelező biztosításról rendelkező 1927. évi XXI. tc. átrendezte az társadalombiztosítás addig fennálló rendszerét. Nemcsak létrehozta az Országos Társadalombiztosító Intézetet, az OTI-t, de megszabta azt is, mely biztosítók, s milyen feltételekkel működhetnek tovább. A törvény a Pénztár nevét Budapesti Kereskedelmi Betegségi Biztosító Intézetre változtatta. Azonban ez a név sem tartott ki sokáig: az 1928. évi XL. tc. kimondta a MABI létrejöttét, mely szervezet az OTI-val együtt látta el az öregség, rokkantság, özvegység és árvaság esetére szóló biztosítás feladatát.